# The Tokyo Showdown
The Tokyo Showdown live album degli In Flames registrato in Giappone nel 2000, pubblicato nel 2001.

Il titolo dell'album è ispirato al film del 1991 Resa dei conti a Little Tokyo (Showdown in Little Tokyo) di Mark L. Lester con Brandon Lee.

## Tracce
1. Bullet Ride – 4:41
2. Embody The Invisible – 3:42
3. Jotun – 3:33
4. Food For The Gods – 4:24
5. Moonshield – 4:25
6. Clayman – 3:36
7. Swim – 3:21
8. Behind Space – 3:52
9. Only For The Weak – 4:31
10. Gyroscope – 3:25
11. Scorn – 3:50
12. Ordinary Story – 4:15
13. Pinball Map – 4:33
14. Colony – 4:47
15. Episode 666 – 3:37

## Formazione
- Anders Fridén - voce
- Jesper Strömblad - chitarra
- Daniel Svensson - batteria
- Björn Gelotte - chitarra
- Peter Iwers - basso